# Abyssobela atoxica
Abyssobela atoxica é uma espécie de gastrópode do gênero Abyssobela, pertencente a família Raphitomidae.